# Dirk Bellemakers
Dirk Bellemakers (* 19. Januar 1984 in Bergeijk) ist ein ehemaliger niederländischer Radrennfahrer.

## Karriere
Bellemakers begann seine 2003 Karriere beim niederländischen Team Van Vliet-EBH-Gazelle. Mehrere Jahre war ihm ein Sieg verwehrt, erst 2006 gewann er den Meeùs Race Lierop, ein kleines Kriterium in den Niederlanden. Im August 2007 konnte er als Stagiaire zum Team Landbouwkrediet-Tönissteiner wechseln und wurde in der folgenden Saison als Stammfahrer übernommen. 2008 folgte dann ein Sieg beim Stadtpreis Geraardsbergen in Belgien. Dort fuhr er auch einige kleinere Rennen im Radcross, konnte aber auch hier keine Erfolge erzielen. Zur Saison 2013 wechselte er zum Team Lotto-Belisol. Dort konnte er mit dem Giro d’Italia zum ersten Mal an einer der großen Landesrundfahrten teilnehmen, die er auf Anhieb zu Ende fahren konnte. Er belegte den 111. Gesamtrang. Ein Sieg bei einem internationalen Rennen blieb ihm jedoch immer verwehrt. Zum Ende der Saison 2013 beendete Bellemakers seine Karriere.